# Giovanni Battista Agatich
Giovanni Battista Agatich (in croato: Ivan Krstitelj Agatić; Fiume, 1570 – Fiume, 30 ottobre 1640) è stato un vescovo cattolico dalmata.

## Biografia

### Origini e inizio della carriera ecclesiastica
Giovanni Battista Agatich nacque a Fiume, allora parte dei territori della monarchia asburgica, nel 1570 da Giorgio Agatich (Juraj Agatić), esponente di un'importante famiglia di ufficiali governativi della regione quarnerina.
Entrò in giovane età come novizio nel monastero agostiniano della sua città natale e ricevette la tonsura dal vescovo di Pola Claudio Sozomeno e il suddiaconato dal vescovo di Veglia Giovanni della Torre. Come molti seminaristi dalmati, proseguì i suoi studi in Italia, probabilmente a Urbino, ricevendo il diaconato dal vescovo di Senigallia Pietro Ridolfi e l'ordinazione sacerdotale dal vescovo di Cagli Ascanio Libertano. Terminati gli studi, si recò a Graz, sede provinciale agostiniana in Carinzia e Stiria, dove fu definitore e procuratore per l'Ordine.

### Prima candidatura all'episcopato e opposizioni
Nel 1607 il vescovo di Segna Marcello Marchesi finì sotto scrutinio da parte delle autorità papali poiché, in sprezzo alle disposizioni del concilio di Trento, si rifiutava di risiedere nella propria diocesi, oltre che per il generale disinteresse dimostrato verso le vicende del suo territorio. Questo atteggiamento gli aveva alienato anche le simpatie dell'imperatore Rodolfo II e dell'arciduca d'Austria Ferdinando, che ne chiesero la rimozione. Agatich si propose come sostituto di Marchesi, potendo contare, oltre che sull'appoggio del suo ordine, anche sul sostegno della popolazione segnese, nonché sul benestare di Nikola VI Zrinski (fratello del futuro bano di Croazia Juraj V ed esponente di una delle famiglie nobili più potenti della Croazia).
La candidatura di Agatich fu tuttavia fortemente osteggiata dal nuovo nunzio apostolico presso la corte imperiale Giovanni Battista Salvago, il quale lo considerava inadeguato per il ruolo e ne metteva in dubbio la moralità. Questi inviò una lettera personale al Segretario di Stato pontificio Scipione Caffarelli-Borghese nella quale diceva del presbitero fiumano: "questo frate, oltre a essere molto ignorante, è un uomo di cattive abitudini, devoto al vino e dedito all'ubriachezza e alle altre cose che vengono con essa". Non è noto se questi giudizi fossero basati su comportamenti reali o se si trattasse invece di mere maldicenze dettate da calcoli politici; tuttavia anche il segretario personale del cardinale Borghese, Marzio Malacrida, che a sua volta si trovava in quel periodo in missione diplomatica nelle terre asburgiche, espresse considerazioni analoghe. È inoltre riportato che Agatich avesse anche cercato di corrompere Marchesi affinché si dimettesse e liberasse così la diocesi per un nuovo occupante.
Alla fine, tuttavia, il pontefice non approvò la rimozione di Marchesi, che restò in carica fino alla sua morte nel 1613. Agatich venne nuovamente considerato per succedergli, ma, sebbene il nunzio Salvago, suo principale oppositore, avesse lasciato l'Austria l'anno precedente, gli fu infine preferito Vincenzo Martena. L'anno successivo Agatich fu comunque promosso, dopo essere stato in più occasioni priore del monastero fiumano di San Girolamo, a superiore provinciale dell'Ordine agostiniano in Carinzia e Stiria. Durante il suo mandato fu registrato un altro episodio controverso, riportato stavolta dallo stesso priore generale dell'Ordine: Agatich avrebbe indotto un giovane novizio italiano a lasciare il monastero agostiniano di Praga e lo avrebbe portato a vivere con sé a Graz, evento che alimentò le voci di una sua presunta omosessualità.

### Vescovo di Segna
Anche Martena non si rivelò un buon vescovo e visitò molto di rado la sua diocesi. Così, dopo la sua morte nell'estate del 1617, Agatich venne finalmente scelto come nuovo vescovo di Segna da papa Paolo V, che già l'anno precedente gli aveva anche concesso la laurea honoris causa in teologia. Fu consacrato vescovo il 21 dicembre 1617 a Graz nella cattedrale di Sant'Egidio. Il suo mandato vescovile fu caratterizzato da un'energica implementazione dei dettami tridentini in materia di amministrazione diocesana e di supervisione sulle confraternite e i monasteri locali e sulle loro spese. Agatich si trovò inoltre a dover supervisionare in maniera straordinaria anche le parrocchie di Fiume: sebbene infatti la città ricadesse de jure sotto la giurisdizione della diocesi di Pola, le tensioni politiche sorte tra Austria e Repubblica di Venezia a seguito della guerra di Gradisca impedivano ai vescovi polesi di potersi effettivamente occupare della regione quarnerina.

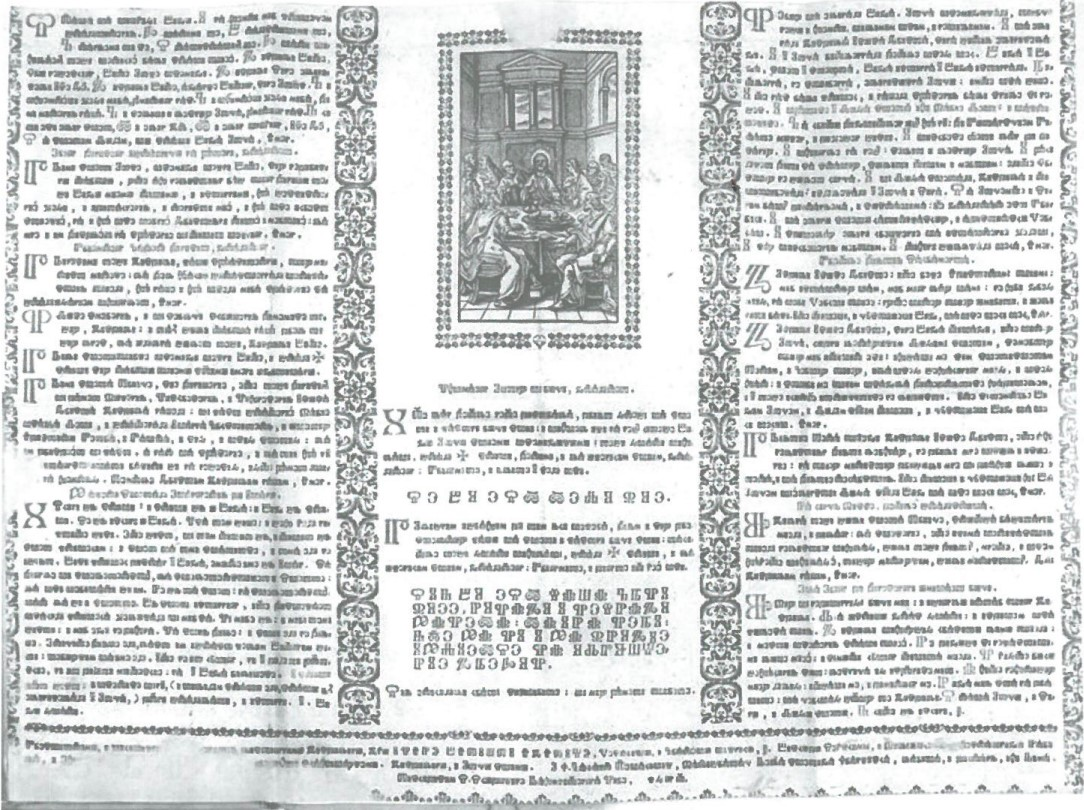
Tavole canoniche glagolitiche con dedica al vescovo Agatich

Nel 1620, in occasione di un sinodo diocesano tenutosi a Bribir, decretò che venissero stampati libri liturgici standardizzati in glagolitico, ritenuti fondamentali per un'adeguata diffusione dei precetti della Controriforma. A questo scopo incaricò il francescano Francesco Glavinich di stabilire una tipografia a Fiume e questi ottenne dall'imperatore Ferdinando II di poter utilizzare i caratteri mobili sequestrati al nobile protestante Hans Ungnad. Già nel 1624, tuttavia, a causa degli eccessivi costi, la tipografia fu costretta a chiudere e il processo di stampa dei testi glagolitici dovette essere trasferito a Roma, stavolta sotto la supervisione del francescano Raffaele Levacovich. Molti dei primi testi glagolitici stampati da Levacovich riportavano nelle prime pagine una dedica al vescovo segnese. Agatich ebbe un importante ruolo anche nell'insediamento dei gesuiti a Fiume: quando questi giunsero nella città quarnerina nel 1623, infatti, concesse loro l'uso della sua casa come quartier generale provvisorio e partecipò alla loro prima messa, nella quale tenne una predica in lingua croata. Fu anche responsabile della diffusione del culto di Maria Addolorata, la cui confraternita da lui fondata è la più antica ancora esistente in città. Consacrò inoltre numerose nuove chiese e cappelle, tra cui, il 12 maggio 1625, la cappella di sant'Anna della basilica della Madonna del Tersatto; in occasione della cerimonia di posa della prima pietra, alla quale prese parte anche il capitano di Fiume Stefano della Rovere (che aveva finanziato la costruzione e che alla sua morte sarà seppellito nella cappella stessa), fu prodotta una medaglia commemorativa, oggi conservata a Trieste.

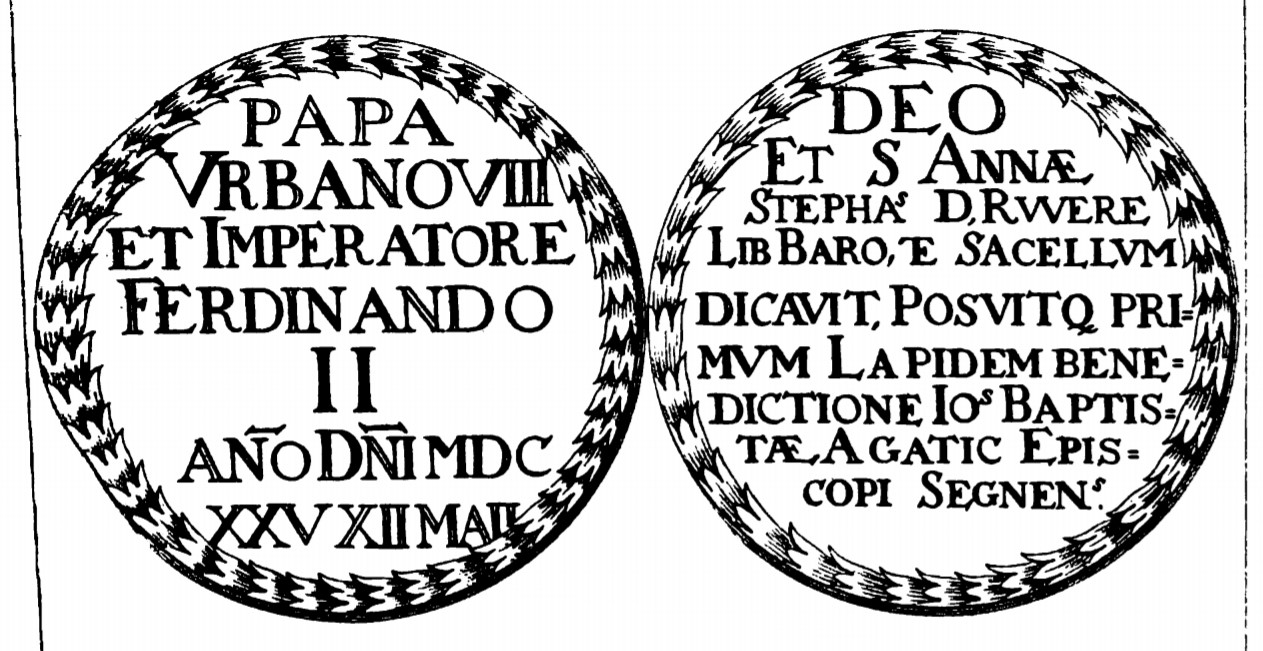
Medaglia commemorativa della cappella di Sant'Anna della basilica della Madonna del Tersatto

Sotto l'episcopato di Agatich si compì anche la definitiva unione tra la diocesi di Segna e quella di Modruš. Sin dal 1567, infatti, la diocesi di Modruš, situata nel turbolento territorio della frontiera militare croata, era retta dai vescovi di Segna in qualità di amministratori apostolici e nel 1630 papa Urbano VIII decise di unire formalmente le due giurisdizioni per aequalitatem jurium, spostandole al contempo dalla provincia ecclesiastica di Spalato a quella di Esztergom. Agatich fu inoltre nominato consigliere reale dall'imperatore Ferdinando II, titolo che sarà poi ereditato da tutti i suoi successori.

### Morte e sepoltura
Morì a Fiume il 30 ottobre 1640 e fu seppellito presso il già citato santuario mariano di Tersatto. La sua lapide, un tempo situata davanti all'altare di san Pietro e oggi perduta, recava scritto: